# Total Crap
Total Crap est un événement annuel présentant des montages vidéos du pire de la télévision et du cinéma québécois et d'ailleurs dans le monde depuis 2004. Ces soirées sont animées par Simon Lacroix et Pascal Pilote. Initialement organisées à Québec, elles se déroulent à Montréal depuis 2006. Après la première représentation de chaque nouvelle édition, Total Crap se déplace à travers différentes régions du Québec.

## Description
Une soirée Total Crap est un événement cinématographique où sont diffusés des montages d'extraits tirés d'émissions télévisées et de films considérés comme les pires du cinéma et de la télévision.
Les deux animateurs, Simon Lacroix et Pascal Pilote, sélectionnent ces extraits, mettant l'accent sur les moments les plus maladroits, embarrassants et malaisants. Le public assiste à cette projection dans une atmosphère de convivialité et d'humour, découvrant et riant ensemble de ces pépites médiatiques improbables.
Ces soirées attirent un large auditoire qui apprécie l'occasion de se replonger dans une époque où tout était permis à l'écran, loin de la télévision aseptisée et prévisible d'aujourd'hui. L'événement maintient une approche old school en privilégiant des trouvailles sur VHS, rendant les extraits parfois uniques et difficiles à trouver ailleurs.

## Historique

### Origines deTotal Crap
Simon Lacroix et Pascal Pilote étaient amis avant la création de Total Crap. Un jour, ils se sont rendu compte qu'ils accumulaient tous deux des extraits vidéos douteux au format VHS. Les deux visionnaient ces extraits chez Pilote.
Cependant, en raison du manque d'espace, ils ont décidé d'approcher les bars de la ville de Québec pour organiser une séance de visionnage principalement destinée à leurs amis.

### Notoriété médiatique
Le premier bar qu'ils ont approché a décliné en argumentant que personne ne souhaiterait dépenser de l'argent pour visionner des extraits vidéos de qualité médiocre. Ils se sont alors tournés vers un deuxième bar, le Scanner, qui a accepté leur proposition. La première soirée a été un succès avec une salle comble.
Au mois de février 2005, Total Crap est mentionné pour la première fois dans les médias québécois lors d'un épisode de l'émission culturelle Qu'est-ce qui fait courir le monde? diffusé sur les ondes de MusiquePlus. Le journaliste Nicolas Tittley présente alors la soirée Total Crap 3 et interviewe les créateurs.
Ce reportage contribue considérablement à accroître la popularité de l'évènement. Le succès retentissant du troisième volet a été tel qu'une dizaine de séances supplémentaires ont été ajoutées pour répondre à la demande du public,.
En novembre 2005, l'émission humoristique d'actualité Infoman effectue une visite sur les lieux de l'évènement Total Crap 3 afin de réaliser un reportage. Lors de cette couverture médiatique, Lacroix et Pilote exposent leur sélection des trois moments les plus mémorables et déroutants extraits de leur collection de vidéos douteuses.

### Total Crapdéménage
En février 2006, Total Crap est présenté pour la première fois à Montréal dans un bar de l'arrondissement Plateau-Mont-Royal.
Au mois de juillet 2006, Simon Lacroix prend la décision de quitter la ville de Québec pour s'installer à Montréal. Après huit années de persévérance dans le domaine artistique dans la Vieille Capitale, il affirme que la métropole montréalaise, étant beaucoup plus peuplée que Québec, représente l'opportunité idéale pour réaliser son rêve de vivre de son art. Au même moment, Total Crap est présenté dans le volet cinéma du Festival Juste pour rire.
Au mois d'octobre 2006, Total Crap et DJ XL5, un artiste multimédia et collagiste montréalais, s'affrontent lors d'un duel amical de vidéos douteux au Club Soda de Montréal, dans le cadre du Festival SPASM. Ils se retrouveront à nouveau pour une confrontation lors du Festival Fantasia en juillet 2007.
En mars 2007, Total Crap remplit l'Impérial Bell de Québec à capacité maximale lors d'une projection dans le cadre du Festival de cinéma des 3 Amériques de Québec,.

### Jalons et invités spéciaux
Au mois d'octobre 2010, Total Crap accueille le groupe de heavy metal canadien Thor lors d'une soirée de visionnage organisée par le Festival SPASM et présentée au Club Soda.
Au mois d'octobre 2011, Simon Lacroix et Pascal Pilote reçoivent l'acteur et animateur Gaston Lepage en tant qu'invité spécial au Club Soda dans le cadre du Festival SPASM. Au cours de cette soirée hommage, il partagera son expérience en tant qu'animateur de l'émission Relevez le défi, diffusée sur les ondes de TQS dans les années 1990.
Au mois de novembre 2012, Total Crap fait une incursion dans le marché européen en présentant une soirée de visionnage dans la capitale des Hauts-de-France, Lille. À la suite du succès de cette première soirée, Total Crap y sera désormais diffusé chaque année.

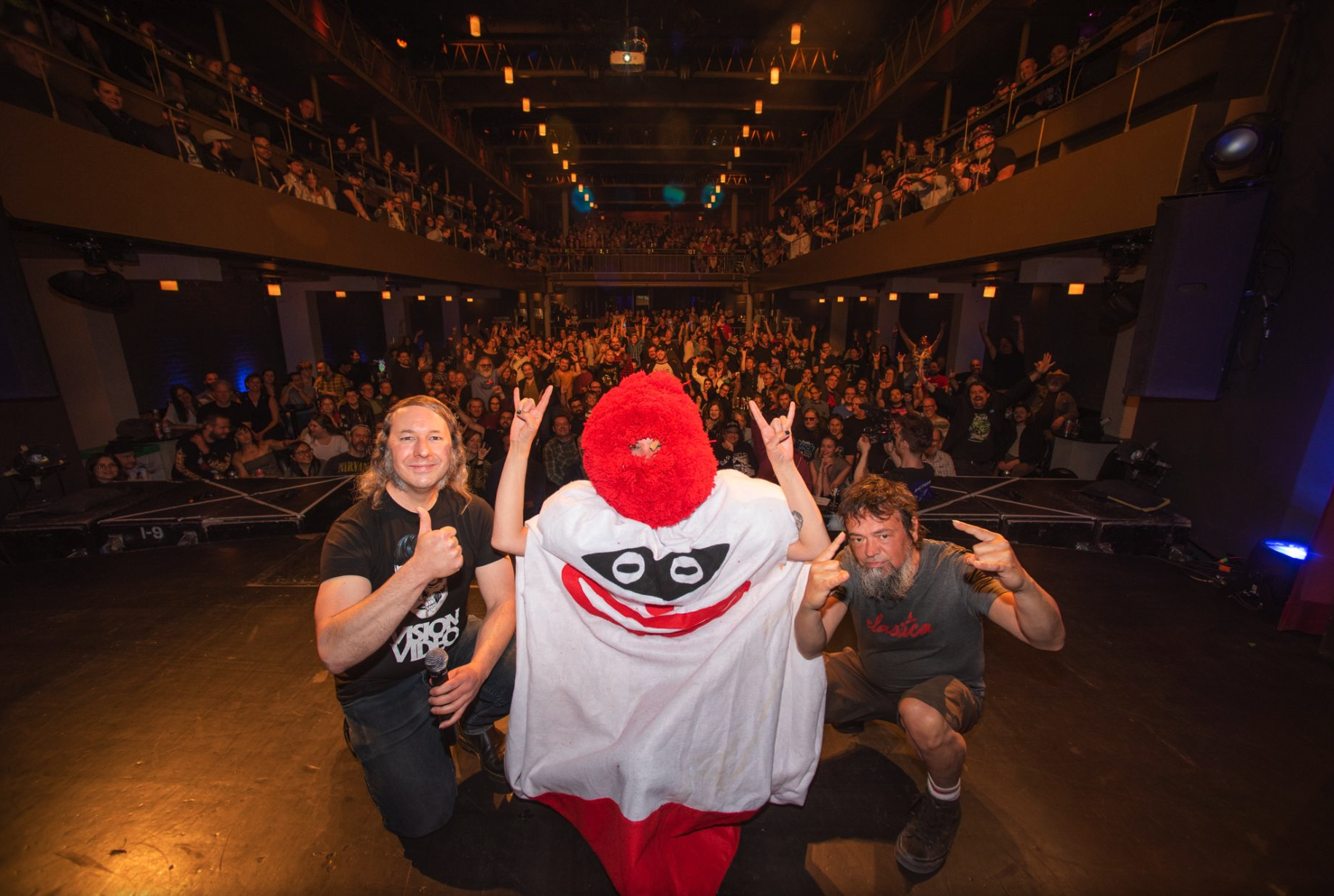
Photo prise lors du 20 anniversaire de Total Crap.

Au mois de mai 2013, Total Crap célèbre son dixième anniversaire au Métropolis de Montréal. Pour cette occasion spéciale, ils invitent le chanteur et auteur-compositeur-interprète Normand L'Amour et l'animateur de radio et chroniqueur MC Gilles à se joindre à eux pour les festivités.
En juin 2018, Total Crap célèbre son 15e anniversaire d'existence au Club Soda, dans le cadre du Festival SPASM.
En 2020, alors que la pandémie de COVID-19 sévit mondialement et que le gouvernement du Québec interdit la tenue d'événements en public, Total Crap s'adapte en organisant plusieurs soirées de visionnage virtuelles, faute de pouvoir les présenter devant un public en personne.
En juin 2023, Total Crap célèbre son vingtième anniversaire au Club Soda.

## Spectacles
- 2004 : Total Crap 1
- 2004 : Total Crap 2
- 2005 : Total Crap spécial science-fiction
- 2005 : Total Crap 3
- 2006 : Total Crap 4
- 2008 : Total Crap 5
- 2009 : Total Crap 6
- 2010 : Total Crap 7
- 2010 : Total Crap spécial Noël
- 2011 : Total Crap 8
- 2012 : Total Crap 9
- 2013 : Total Crap 10
- 2014 : Total Crap spécial lutte 1
- 2014 : Total Crap 11
- 2015 : Total Crap spécial métal
- 2015 : Total Crap lutte vs. métal
- 2016 : Total Crap 12
- 2017 : Total Crap spécial sexe
- 2018 : Total Crap 15
- 2019 : Total Crap spécial lutte 2
- 2021 : Total Crap spécial année 80
- 2022 : Total Crap spécial tendresse
- 2023 : Total Crap 20e anniversaire